# Cornilhon
Cornilhon (en francès Cornillon) és un municipi francès situat al departament del Gard i a la regió d'Occitània.